# Al-Àmjad Bahram-xah
Al-Màlik al-Àmjad Bahram-xah ibn Farrukh-xah ibn Xahanxah ibn Ayyub —àrab: الملك الأمجد بهرام شاه بن فروخ شاه بن شاهنشاه بن أيوب, al-Malik al-Amjad Bahrām Xāh b. Farrūẖ Xaāh b. Xāhanxāh b. Ayyūb—, més conegut simplement com al-Màlik al-Àmjad Bahram-xah o Bahram-xah, fou un emir aiúbida fill de Farrukh-xah ibn Xahanxah ibn Ayyub i nebot de Saladí. Per a la seva genealogia vegeu l'article aiúbides.
Saladí li va donar el govern de Baalbek a la mort del seu pare (1182) i la va conservar en el repartiment que va seguir la mort de Saladí (1193) i més tard. Es va mostrar com un vassall fidel del sultà aiúbida de Damasc. Cap al final de la seva vida es va haver d'enfrontar a Malik al-Aziz Uthman ibn al-Adil, emir de Banyas, i va obtenir el suport d'An-Nàssir Dawud ibn al-Muazzam (1227-1229) de Damasc, però quan Dawud va perdre Damasc per la coalició entre Malik Al-Kàmil ibn al-Àdil d'Egipte (1218-1238) i Malik Al-Àixraf ibn al-Àdil de Damasc (1229-1237), va quedar assetjat a Baalbek i es va haver de rendir al cap de deu mesos (1229).
Bahram es va retirar a Damasc on fou assassinat al cap d'un any per un esclau (1230)